# ユニトラック

ユニトラック（UNITRACK）は、鉄道模型の線路システムである。
本項では姉妹版のユニトラムおよびユニトラックコンパクトについても記述する。

## 概要

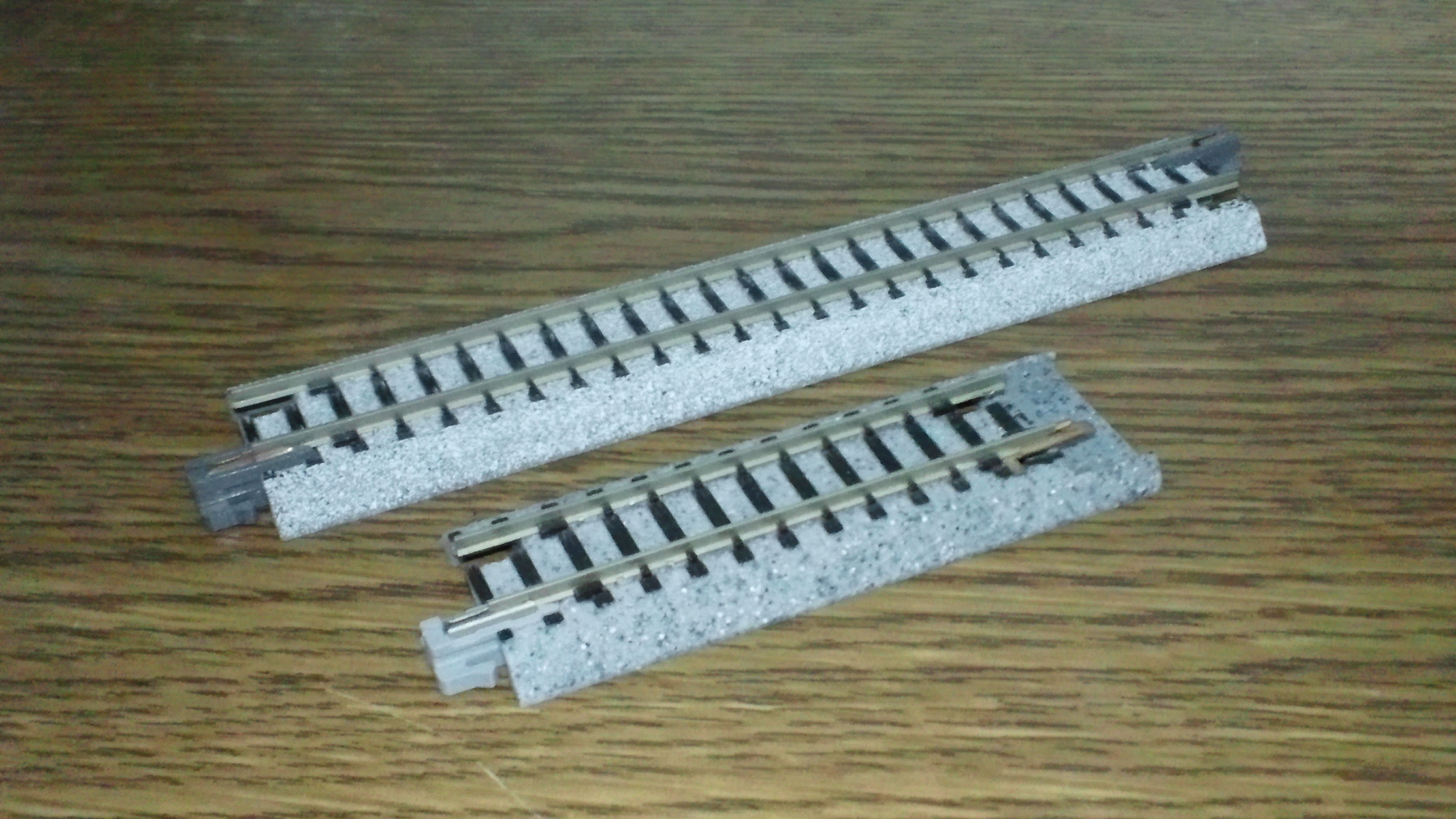
Nゲージ用ユニトラック。手前が現行品（ジョイント線路）、奥は1997年以前の旧製品。

KATOブランドで発売される関水金属の鉄道模型用線路である。構造は、線路の下の土台部分が一体となった「道床つき」で、あらかじめ曲線半径や円弧の角度、直線の長さが決まっている「組み立て式」が採用されている。Nゲージ用、HOゲージ用、HOゲージのナロー用の3種類が存在する。
レール同士の接続は『ユニジョイナー』と呼ばれる専用の継手が使用されるため、『ユニジョイナー式線路』とも呼称される。ユニジョイナーはレールだけではなく、道床部分も同時に接続するために強固であり、正確な線路状態が維持される特徴がある。ユニジョイナーは関水金属以外では、ドイツのティリヒから発売されているTTゲージ用線路にも採用されている。

## 歴史
- 1980年 - 日本で発売後、アメリカ合衆国やイギリスなどでも発売された。当時の道床は薄茶色だった[2]。
- 1986年 - HOゲージ用の線路を発売[2]。
- 1987年 - 道床を明灰色に変更し、枕木に彩色[2]。このリニューアルが評価され、1989年にN・HOゲージともにグッドデザイン賞を受賞した[3]。
- 1997年 - N・HOゲージの各種発売形態の見直しに伴い再度リニューアルされ、道床が塗装から多色成形に変更され、ユニジョイナーも薄茶色から灰色に変更[2]。複線高架線路を発売[2]。
- 2007年 - カント付き複線線路を発売[2]。
- 2010年 - ユニトラック発売30周年[2]。
- 2011年 - ユニトラックの路面バージョンとして「ユニトラム」が発売開始された。
- 2012年 - ユニトラムにある小半径のカーブレールをユニトラックに反映する形で、小半径のカーブレール「ユニトラックコンパクト」が発売開始となった。このシリーズの曲率はR117、R150、R183の3種類がある。
- 2014年 - 自社製の「電動ターンテーブル」を発売[注釈 1]。

## 特徴
- 広い道床、長い枕木、小さい犬釘など実際のバラスト軌道に近いリアルな形状を特徴としている。
- 世界初の機構完全内装ポイントマシン
- Nゲージの直線レールの基準は長さが248mm[注釈 2]、標準複線間隔は33mmと複線間隔が狭いことで列車のすれ違いに迫力を持たせている。
  - ユニトラムの標準複線間隔は25mmで、より実感的な軌道中心間隔を実現させている。
- HOゲージは直線246mmが基準の長さで、標準複線間隔は60mm。
- 取り外し可能なユニジョイナーは電気的、機械的に確実に接続する。
- 世界初採用の道床完全内装ポイントマシン。
  - 道床が広いので補助線路を使わない場合は、自分で重なる道床部を切断する必要がある。
- コネクターによる制御機器との確実な接続。
- フィーダーは専用線路によって内蔵されていることで見栄えが良い反面、曲線区間の途中に設置できないなど柔軟性に欠けたが、ユニジョイナーにフィーダーを組み込んだ「ターミナルユニジョイナー」が発売されたことにより解消された。
- 当初、HOゲージ用は枕木と道床部分が別パーツであったため、重い車両を走行させると線路全体がたわむことがあった。後年、Nゲージ用と同様に枕木と道床部分が一体成型となり、強度が増したため問題は解消された。
- 多色成形による道床のバラスト表現（1997年製造分から）。
- 米国マイクロ・トレインズ社規格のアンカプラー線路（連結器自動開放セクション）をラインナップ[注釈 3]。
- デジタルコマンドコントロール（DCC）に対応。
- 固定式線路や他社規格の線路[注釈 4]を接続するためのジョイント線路を発売している[注釈 5]。
- 「PlayTrack」というウェブブラウザ上で動作する専用のシミュレーションソフトウェアが、他社によって有料会員制サービスとして提供されていたが、現在はサービスを終了している[4]。